# Libethra venezuelica
Libethra venezuelica är en insektsart som beskrevs av Brunner von Wattenwyl 1907. Libethra venezuelica ingår i släktet Libethra och familjen Diapheromeridae. Inga underarter finns listade i Catalogue of Life.